# سیدلی (اهر)
سیدلی (اهر)، روستایی از توابع بخش مرکزی شهرستان اهر در استان آذربایجان شرقی ایران است.

## جمعیت
این روستا در دهستان قشلاق قرار دارد و براساس سرشماری مرکز آمار ایران در سال ۱۳۸۵، جمعیت آن ۵۰ خانوار بوده‌است.